# Monofizytyzm
Monofizytyzm, eutychianizm – doktryna teologiczna, według której Chrystus ma jedną złączoną naturę bosko-ludzką i nie istnieje w dwóch naturach, tj. boskiej i ludzkiej. Natura boska Chrystusa wchłonęła jego naturę ludzką. Doktryna została ogłoszona przez archimandrytę konstantynopolitańskiego Eutychesa i poparta przez duchownych aleksandryjskich w pierwszej połowie V wieku. Eutyches, głosząc swoje poglądy na naturę Chrystusa, dążył do obalenia nestorianizmu, który został potępiony na soborze efeskim w 431 roku.
Monofizytyzm Eutychesa został potępiony najpierw przez patriarchę Konstantynopola Flawiana, następnie zaś przez papieża Leona Wielkiego w liście dogmatycznym Tomus ad Flavianum. Oficjalnie został uznany za herezję na soborze chalcedońskim w 451 roku. Decyzji soboru nie poparła część duchowieństwa, pochodzącego z Syrii i Egiptu, tj. terenów, które wykazywały tendencje separatystyczne wobec Konstantynopola i kultury greckiej. Późniejsze próby kompromisu, które podejmowali niektórzy cesarze bizantyjscy, m.in. Zenon i Justynian, nie przyniosły oczekiwanego rezultatu, ponieważ władcy ci z drugiej strony narażali się na konflikty z papiestwem. Polityka prześladowań monofizytyzmu ze strony Konstantynopola również nie rozwiązała sprawy, gdyż w obliczu najazdów arabskich w VII wieku jego zwolennicy popierali najeźdźców, co godziło w jedność państwa. Nieudana próba kompromisu, podjęta przez cesarza Herakliusza, wywołała nowe spory doktrynalne, które spowodowały pojawienie się doktryny monoteletyzmu.
Monofizytyzm jest uznawany przez Kościoły, należące do dwóch grup:
1. syryjskiej, założonej przez Jakuba Baradajosa w VI wieku. Należą do niej Syryjski Kościół Ortodoksyjny, Syriacki Jakobicki Kościół Indii i Malankarski Kościół Ortodoksyjny,
2. egipskiej, zrzeszającej Koptyjski Kościół Ortodoksyjny, Etiopski Kościół Ortodoksyjny i Erytrejski Kościół Ortodoksyjny[2].

Przez wiele wieków zarówno w publikacjach katolickich, jak i prawosławnych twierdzono, że również Apostolski Kościół Ormiański uznaje monofizytyzm. Jednakże Ormianie sami temu zaprzeczają co najmniej od XIII w., stwierdzając, że wyznają taką samą wiarę, jak kościoły postchalcedońskie, jedynie inaczej sformułowaną, gdyż Apostolski Kościół Ormiański nie uczestniczył w soborze chalcedońskim. Sprawa ta w XX wieku została ostatecznie uznana za wyjaśnioną.
W XX wieku wspólne deklaracje chrystologiczne, które częściowo wyjaśniają spór o monofizytyzm, wydali papież (rzymski) Paweł VI i papież aleksandryjski Szenuda III oraz papież Jan Paweł II i katolikos-patriarcha Asyryjskiego Kościoła Wschodu Mar Dinkha IV.